# نبرد النا
نبرد النا (انگلیسی: Battle of Elena) از نبردهای جنگ روسیه و عثمانی بود که در تاریخ ۲۶ ژوئن ۱۸۷۷ میان امپراتوری روسیه و امپراتوری عثمانی رخ داد و با پیروزی ارتش عثمانی به پایان رسید.